# Schwanden (Glarus)
Schwanden és un municipi del cantó de Glarus (Suïssa).